# Rama (hinduizam)
Rama (Ramachandra) je kralj u Ayodhyi u Indiji. U hinduizmu Rama je utjelovljenje boga Višnua. Njegova žena zove se Sita. Ramayana govori o Rami i ta stara epopeja ima otprilike 48 000 stihova. Najveći neprijatelj Rame je Ravana. 
Predstavlja ga se u obliku princa ratnika.
Rama je veoma popularan u hinduizmu.